# Christian Taylor (Leichtathlet)
Christian Taylor (* 18. Juni 1990 in Long Island) ist ein US-amerikanischer Dreispringer. Er wurde 2011, 2015, 2017 und 2019 Weltmeister sowie 2012 und 2016 Olympiasieger.

## Sportliche Karriere
Bei den Jugendweltmeisterschaften 2007 in Ostrava gewann er Gold im Dreisprung und Bronze im Weitsprung. Im Jahr darauf erreichte er bei den Juniorenweltmeisterschaften in Bydgoszcz die Plätze acht und sieben. Als Student an der University of Florida wurde er 2009 und 2010 in der Halle und 2010 im Freien NCAA-Meister.
Nachdem er 2010 US-Vizemeister geworden war, fuhr er als US-Meister zu den Weltmeisterschaften 2011 in Daegu und gewann dort die Goldmedaille im Dreisprung. Mit seiner Siegerweite von 17,96 m belegte er den damaligen fünften Platz in der Ewigen Weltbestenliste.
2012 wurde Taylor in Istanbul Vizeweltmeister. Bei den Olympischen Spielen in London errang er mit einer Weite von 17,81 m die Goldmedaille. Im Jahr darauf verpasste er als Vierter mit 17,20 m eine Medaille bei den Weltmeisterschaften in Moskau.
2014 versuchte er sich zunächst als 400-Meter-Läufer, wobei er im April seine Bestleistung auf 45,17 s steigerte und so im Mai zu den IAAF World Relays 2014 fuhr, wo er mit der 4-mal-400-Meter-Staffel Erster wurde. Danach konzentrierte er sich wieder auf die Sprungdisziplinen, öfter als in den vorherigen Jahren auch im Weitsprung antretend, wo er mit Sprüngen über 8 Meter in New York und Birmingham überzeugen konnte. Im Dreisprung musste er sich bei den US-Meisterschaften seinem Dauerkonkurrenten Will Claye geschlagen geben, zum Saisonabschluss in Zürich stellte er eine Saisonbestleistung von 17,51 m auf.

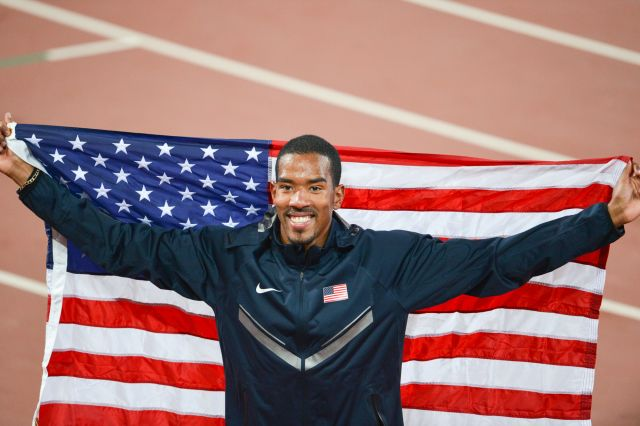
Taylor nach Goldgewinn in Peking (2015)

Im folgenden Jahr konzentrierte er sich wieder voll auf den Dreisprung. Dort entwickelte sich die Saison zum Zweikampf zwischen ihm und dem Kubaner Pedro Pablo Pichardo. Bereits beim ersten Meeting der Saison in Doha trafen die beiden aufeinander und zum ersten Mal in der Geschichte des Sports sprangen zwei Athleten innerhalb eines Wettkampfes über 18 Meter. Taylor verbesserte seine Bestleistung auf 18,04 m, musste sich aber Pichardo um zwei Zentimeter geschlagen geben. Nach zwei Siegen in Ostrava und Birmingham in Pichardos Abwesenheit begegneten sich die beiden erst wieder im Juli in Lausanne.
Dort siegte Taylor mit neuer Bestleistung von 18,06 m, 7 Zentimeter vor Pichardo. Auch das letzte Aufeinandertreffen vor den Weltmeisterschaften in Peking konnte er mit 17,75 m für sich entscheiden. Bei den Weltmeisterschaften gewann er mit dem zweitweitesten Sprung aller Zeiten die Goldmedaille. Mit 18,21 m im sechsten Versuch verwies er Dauerkonkurrent Pichardo auf den Silberrang.
2016 nahm Taylor an den Olympischen Spielen in Rio de Janeiro teil und konnte sich im Dreisprung mit einer Weite von 17,86 Metern vor Will Claye die Goldmedaille sichern.
Von 2012 bis 2017 sowie 2019 gewann er siebenmal die Gesamtwertung der Diamond League und ist damit neben dem Franzosen Renaud Lavillenie der erfolgreichste Athlet.
Christian Taylor ist 1,88 m groß und wiegt 79 kg. Er wird von Rana Reider trainiert, der auch den Weitsprungweltmeister Dwight Phillips betreut. 2011 wurde er vom Sportartikelhersteller Li Ning Company Limited unter Vertrag genommen.

### Privates
Christian Taylor ist seit 2021 mit der österreichischen Leichtathletin Beate Schrott (* 1988) verheiratet.

## Persönliche Bestleistungen
- 400 m: 45,17 s, 25. April 2014, Des Moines
- Weitsprung: 8,19 m, 15. Mai 2010, Knoxville
  - Halle: 8,02 m, 13. Februar 2009, Fayetteville
- Dreisprung: 18,21 m, 27. August 2015, Peking
  - Halle: 17,63 m, 11. März 2012, Istanbul